# Jermaki (rejon smoleński)
Jermaki (ros. Ермаки) – wieś (ros. деревня, trb. dieriewnia) w zachodniej Rosji, w osiedlu wiejskim Gniozdowskoje rejonu smoleńskiego w obwodzie smoleńskim.

## Geografia
Miejscowość położona jest 2 km od przystanku kolejowego 414 km, przy drodze magistralnej M1 «Białoruś», 13 km od centrum administracyjnego osiedla wiejskiego (Nowyje Batieki), 25 km od centrum Smoleńska.
W granicach miejscowości znajdują się ulice: Michałenkowa, Kilometr awtodorogi Moskwa-Minsk 408, Kołchoznaja, Zadorożnaja.

## Demografia
W 2010 r. miejscowość zamieszkiwały 52 osoby.